# Postanita decurrens
Postanita decurrens är en fjärilsart som beskrevs av Dyar 1919. Postanita decurrens ingår i släktet Postanita och familjen tandspinnare. Inga underarter finns listade i Catalogue of Life.